# Симпсоны (сезон 9)
Девятый сезон мультсериала «Симпсоны» был показан на телеканале «Fox» с 21 сентября 1997 по 17 мая 1998 года.
Сезон получил 3 премии Эмми:
- серия «Trash of the Titans» за «Лучшую анимационную программу (для программ менее одного часа)» в 1998 году[1];
- Хэнк Азариа — за «Лучшее озвучивание» Апу Нахасапимапетилона[2];
- Альф Клаузен и Кен Килер за «Лучшие музыку и слова»[3].

Девятый сезон также номинировался на Лучший телесериал премии «Сатурн» и «Лучшее редактирование звука» премии «Golden Reel Awards».
9-й сезон вышел на DVD 19 декабря 2006 (Регион 1), 29 января 2007 (Регион 2) и 21 марта 2007 (Регион 4).

## Список серий
| № общий | № в сезоне | Название                                                                   | Режиссёр          | Автор сценария                         | Дата премьеры    | Произв. код | Зрители в США (млн) |
| --- | ---------- | -------------------------------------------------------------------------- | ----------------- | -------------------------------------- | ---------------- | ----------- | ------------------- |
| 179 | 1          | «Нью-Йорк против Гомера Симпсона» «The City of New York vs. Homer Simpson» | Джим Рирдон       | Иан Макстон-Грэхэм                     | 21 сентября 1997 | 4F22        | 17,44               |
| Когда Барни крадёт машину Гомера и оставляет её нелегально припаркованную между двумя башнями, Гомер и его семья вынуждены отправиться в Большое яблоко, чтобы забрать её. Гомер признаётся, что возненавидел Нью-Йорк с тех пор, как в юности у него были там проблемы, но Мардж и детям не терпится посмотреть город. Оказавшись там, Гомер направляется в центр города, чтобы забрать машину, пока остальные наслаждаются городом.                                                                   |            |                                                                            |                   |                                        |                  |             |                     |
| 180 | 2          | «Директор и нищий» «The Principal and the Pauper»                          | Стивен Дин Мур    | Кен Килер                              | 28 сентября 1997 | 4F23        | 14,86               |
| Человек по имени Сеймур Скиннер появляется в Спрингфилде и утверждает, что человек, работающий директором Начальной Школы Спрингфилда — самозванец. Выясняется, что Скиннер, который жил в Спрингфилде, все эти годы на самом деле Армин Тамзарян, и встретил настоящего Сеймура Скиннера во Вьетнаме… Приглашённая звезда: Мартин Шин |            |                                                                            |                   |                                        |                  |             |                     |
| 181 | 3          | «Саксофон Лизы» «Lisa’s Sax»                                               | Доминик Полчино   | Эл Джин                                | 19 октября 1997  | 3G02        | 12,85               |
| Прогулка по памяти раскрывает грустную историю первого дня Барта в детском саду. Его неприязнь к школе и проблемы в дружбе обостряются присутствием его маленькой сестры, Лизы. После консультации со школьным психологом по поводу Барта Гомер и Мардж узнают, что Лиза – одарённый ребёнок. Пытаясь развить дар, они покупают Лизе саксофон. Приглашённая звезда: Файвуш Финкель |            |                                                                            |                   |                                        |                  |             |                     |
| 182 | 4          | «Дом ужасов 8» «Treehouse of Horror VIII»                                  | Марк Киркленд     | Майк Скалли Дэвид Коэн и Нед Голдрейер | 26 октября 1997  | 5F02        | 19,03               |
| «The HΩmega Man» (с англ. — «Человек Ωмега») — Гомер остаётся единственным выжившим после ядерного взрыва… «Fly Vs. Fly» (с англ. — «Муха против мухи») — Гомер покупает транспортёр материи у профессора Фринка на распродаже. Однако, после совместного прохождения через транспортёр, ДНК Барта смешивается с ДНК мухи. «Easy Bake Coven» (с англ. — «Простейшая печка») — Спрингфилд, 1649 год. Во время шабаша ведьм выясняется, что Мардж – ведьма. Ей приходится возвратиться к сёстрам-ведьмам… |            |                                                                            |                   |                                        |                  |             |                     |
| 183 | 5          | «Семейное оружие» «The Cartridge Family»                                   | Пит Майклз        | Джон Шварцвельдер                      | 2 ноября 1997    | 5F01        | 18,03               |
| Когда начинаются беспорядки на матче Континентальной футбольной ассоциации, Гомер покупает пистолет, чтобы защитить семью. Мардж не понравилось его приобретение, но Гомер любит свой пистолет и начинает посещать клуб любителей оружия с Мо, доктором Хиббертом и Апу. После случайного выстрела пистолета во время обеда Мардж утверждает ультиматум: или пистолет, или она… |            |                                                                            |                   |                                        |                  |             |                     |
| 184 | 6          | «Барт — звезда» «Bart Star»                                                | Доминик Полчино   | Доник Кэри                             | 9 ноября 1997    | 5F03        | 17,91               |
| Барт присоединяется к футбольной команде «Дикие Коты». Во время игр Гомер достаёт Неда, тренера команды, до такой степени, что тот уходит из команды и передаёт бразды правления Гомеру. На новом посту Гомер так заботится о Барте, что отгораживает мальчика от всех в команде. Приглашённые звёзды: Джо Нэмат, Рой Файерстоун и Майк Джадж |            |                                                                            |                   |                                        |                  |             |                     |
| 185 | 7          | «Две миссис Нахасапимапитилон» «The Two Mrs. Nahasapeemapetilons»          | Стивен Дин Мур    | Ричард Аппель                          | 16 ноября 1997   | 5F04        | 19,8                |
| Мать Апу присылает ему письмо, в котором напоминает ему о назначенной свадьбе, которая должна вот-вот состояться. Когда его мать приезжает в город, Апу просит Мардж притвориться его женой… Тем временем Гомер сдал себя в дом престарелых и наслаждался отдыхом и едой. Приглашённые звёзды: Джен Хукс и Андреа Мартин |            |                                                                            |                   |                                        |                  |             |                     |
| 186 | 8          | «Лиза — скептик» «Lisa the Skeptic»                                        | Нил Аффлек        | Дэвид Коэн                             | 23 ноября 1997   | 5F05        | 16,01               |
| Во время археологических раскопок ученики Спрингфилдской школы откапывают странный скелет, у которого есть крылья. Все в городе верят, что это – скелет ангела, но Лиза пытается их переубедить. Гомер крадёт ангела и продаёт билеты людям, чтобы они посмотрели на ангела в его гараже. Приглашённая звезда: Стивен Джей Гулд |            |                                                                            |                   |                                        |                  |             |                     |
| 187 | 9          | «Сложная недвижимость» «Realty Bites»                                      | Свинтон Скотт III | Дэн Грини                              | 7 декабря 1997   | 5F06        | 17,73               |
| Мардж гонится за карьерой продажи недвижимости. Она начинает работать в агентстве недвижимости «Красный Пиджак». В этой высоко конкурирующая компании она должна продать определённое количество домов, или её уволят. Тем временем Гомер покупает машину на полицейском аукционе и Змею это не нравится. |            |                                                                            |                   |                                        |                  |             |                     |
| 188 | 10         | «Волшебство на Вечнозелёном Бульваре» «Miracle on Evergreen Terrace»       | Боб Андерсон      | Рон Хауг                               | 21 декабря 1997  | 5F07        | 16,17               |
| Когда Барт случайно уничтожает Рождественское дерево и все подарки под ним, Рождественским утром, он сваливает всё на грабителя, который вынес все их вещи. После репортажа по телевидению многие из жителей Спрингфилда помогают Симпсонам финансово. Приглашённая звезда: Алекс Требек |            |                                                                            |                   |                                        |                  |             |                     |
| 189 | 11         | «Все поют, все танцуют» «All Singing, All Dancing»                         | Майк Эрвин        | Стив О’Доннелл                         | 4 января 1998    | 5F24        | 15,90               |
| Симпсоны поют, и мы вспоминаем все музыкальные номера, которые они исполняли раньше, пока Змей не вламывается в их дом… |            |                                                                            |                   |                                        |                  |             |                     |
| 190 | 12         | «Карнавальщик Барт» «Bart Carny»                                           | Марк Киркленд     | Джон Шварцвельдер                      | 11 января 1998   | 5F08        | 19,21               |
| Барт и Гомер получают работу на ярмарке. Находясь там, они сближаются с Кудером и его сыном Спадом. Происходит так, что Кудер и Спад переезжают к Симпсонам, крадут их дом и не пускают их обратно… Приглашённая звезда: Джим Варни |            |                                                                            |                   |                                        |                  |             |                     |
| 191 | 13         | «Радостная секта» «The Joy of Sect»                                        | Стивен Дин Мур    | Стив О’Доннелл                         | 8 февраля 1998   | 5F23        | 16,20               |
| Почти все жители Спрингфилда вступают в религиозную секту под названием «Передвиженцы». Они поклоняется всемогущему вождю, который обещает увезти их на Планету Радости, где они будут жить жизнью, полной радости. Только Мардж и преподобный Лавджой могут остановить деяние секты. |            |                                                                            |                   |                                        |                  |             |                     |
| 192 | 14         | «Автобус» «Das Bus»                                                        | Пит Майклз        | Дэвид Коэн                             | 15 февраля 1998  | 5F11        | 15,98               |
| Пародия на фильм «Повелитель мух». Дети из Начальной школы Спрингфилда оказываются на необитаемом острове, где им приходится бороться за своё существование. Приглашённая звезда: Джеймс Эрл Джонс |            |                                                                            |                   |                                        |                  |             |                     |
| 193 | 15         | «Последнее искушение Красти» «The Last Temptation of Krust»                | Майк Андерсон     | Доник Кэри                             | 22 февраля 1998  | 5F10        | 16,50               |
| Неудачное выступление клоуна Красти на фестивале комиков выбивает его из седла. Барт, переживающий за своего кумира, старается помочь ему любым способом. Мальчику удаётся найти новый стиль для старого комика… Приглашённые звёзды: Джей Лено, Джанин Гарофало, Боб Голдтуэйт, Хэнк Уильямс мл., Стивен Райт и Брюс Баум |            |                                                                            |                   |                                        |                  |             |                     |
| 194 | 16         | «Мошенничество со страховкой» «Dumbbell Indemnity»                         | Доминик Полчино   | Рон Хауг                               | 1 марта 1998     | 5F12        | 17,35               |
| Мо, старый неудачник холостяк, знакомится с очаровательной женщиной Рене, которая, к его великому удивлению, проявляет к нему интерес. Желая поразить воображение девушки, Мо налево и направо тратит деньги, и скоро его финансовое положение становится плачевным. Чтобы поправить свою ситуацию, он уговаривает Гомера провернуть одну аферу со страховкой… Приглашённая звезда: Хелен Хант |            |                                                                            |                   |                                        |                  |             |                     |
| 195 | 17         | «Лиза Симпсон» «Lisa the Simpson»                                          | Сьюзи Диттер      | Нед Голдрейер                          | 8 марта 1998     | 4F24        | 17,79               |
| Лизе кажется, что она глупеет день ото дня. Проведя небольшое расследование, она выясняет, что это участь всех Симпсонов, достигающих восьмилетнего возраста из-за так званого «гена Симпсонов». Девочка в отчаянии… |            |                                                                            |                   |                                        |                  |             |                     |
| 196 | 18         | «Малыш Виггам» «This Little Wiggy»                                         | Нил Аффлек        | Дэн Грини                              | 22 марта 1998    | 5F13        | 14,96               |
| Мардж навязывает Барту дружбу с Ральфом, самым последним изгоем в школе. Однако Барт прекращает сопротивление, когда понимает, какие перспективы ему открывает дружба с Ральфом, сыном шефа полиции, чей дом набит большим количеством любопытнейших вещиц, например, как ключ, открывающий все двери города… |            |                                                                            |                   |                                        |                  |             |                     |
| 197 | 19         | «Симпсон на флоте» «Simpson Tide»                                          | Милтон Грей       | Джошуа Стернин и Дженнифер Вентимилия  | 29 марта 1998    | 3G04        | 14,77               |
| Гомер Симпсон записывается в морской резерв. Его отправляют служить на атомную подводную лодку, которую он умудряется завести в территориальные воды России, нарушив все границы. Это едва не приводит к развязыванию третьей мировой войны… Приглашённые звёзды: Боб Денвер и Род Стайгер |            |                                                                            |                   |                                        |                  |             |                     |
| 198 | 20         | «Проблема с триллионами» «The Trouble with Trillions»                      | Свинтон Скотт III | Иан Макстон-Грэхэм                     | 5 апреля 1998    | 5F14        | 11,39               |
| Не заплатив вовремя налоги, Гомер оказывается в затруднительном положении. Федеральные власти угрожают ему тюрьмой. Чтобы избежать печальной участи, он вынужден принять их предложение стать шпионом и доносчиком. Приглашённая звезда: Пол Уинфилд |            |                                                                            |                   |                                        |                  |             |                     |
| 199 | 21         | «Девчачий выпуск» «Girly Edition»                                          | Марк Киркленд     | Ларри Дойл                             | 19 апреля 1998   | 5F15        | 13,46               |
| Лиза и Барт становятся телеведущими детских новостей. Очень скоро между ними начинается настоящая война интриг за право называться лучшим. |            |                                                                            |                   |                                        |                  |             |                     |
| 200 | 22         | «Хлам из титана» «Trash of the Titans»                                     | Джим Рирдон       | Иан Макстон-Грэхэм                     | 26 апреля 1998   | 5F09        | 17,35               |
| Бурные ссоры с мусорщиками приводит к тому, что Гомер выдвигает свою кандидатуру на пост главы муниципалитета. Выиграв выборы, Симпсон-старший за несколько недель своего правления умудряется довести Спрингфилд до экологической катастрофы. Приглашённые звёзды: U2 и Стив Мартин |            |                                                                            |                   |                                        |                  |             |                     |
| 201 | 23         | «Царь горы» «King of the Hill»                                             | Стивен Дин Мур    | Джон Шварцвельдер                      | 3 мая 1998       | 5F16        | 14,80               |
| Желая доказать Барту свою состоятельность, Гомер резко меняет свой образ жизни. Он занимается спортом и садится на диету. Однако самым невероятным становится его стремление, ради сына, покорить самую высокую гору Спрингфилда. Приглашённые звёзды: Брендан Фрейзер и Стивен Уэбер |            |                                                                            |                   |                                        |                  |             |                     |
| 202 | 24         | «Потерялась наша Лиза» «Lost Our Lisa»                                     | Пит Майклз        | Брайан Скалли                          | 10 мая 1998      | 5F17        | 12,86               |
| Лиза хитростью добивается у Гомера разрешения самостоятельно отправиться в музей. Перепутав автобусы, малышка оказывается на окраине города, вдали от дома. В свою очередь, Гомер, осознав свою ошибку, старается отыскать заблудившуюся дочь. |            |                                                                            |                   |                                        |                  |             |                     |
| 203 | 25         | «Прирождённые любовники» «Natural Born Kissers»                            | Клай Холл         | Мэтт Сэлман                            | 17 мая 1998      | 5F18        | 14,12               |
| Гомер и Мардж начинают заниматься сексом в людных местах… Тем временем Барт с Лизой с помощью дедушкиного металлоискателя пытаются найти клад. |            |                                                                            |                   |                                        |                  |             |                     |

## Показ в России
Показ девятого сезона мультсериала в России осуществлялся с 9 октября 1999 по 1 января 2000 года на телеканале REN TV.